# アキオ (シンガーソングライター)
アキオ（あきお、1983年5月24日 - ）は、茨城県出身のシンガーソングライター。ブロー・ウィンド・レコード所属。

## 来歴
中学時代のバンド活動ではドラムを担当していて、高校に入ってピアノを始めた。慶應義塾大学に進学し、
2005年11月2日に、ミニアルバム『灰色の中の小さなリアル』でメジャーデビュー。

## ディスコグラフィ

### シングル
- 『月下美人』 (2007年01月31日)
  1. 月下美人
  2. スクランブル交差点
  3. 東京ろまん

### ミニアルバム
- 『灰色の中の小さなリアル』（2005年11月2日）
  1. ひとり
  2. Story
  3. ステージ
  4. スクランブル交差点
  5. 温度
  6. 20歳

| スタブアイコン | サブスタブ | この項目は、まだ閲覧者の調べものの参照としては役立たない、歌手に関連した書きかけの項目です。この項目を加筆・訂正などしてくださる協力者を求めています（P:音楽/PJ:芸能人）。 |